# Javonte Smart
Javonte Dedrick Smart (Jackson Hole, 3 de junho de 1999) é um jogador norte-americano de basquete profissional que atualmente joga no Miami Heat da National Basketball Association (NBA) e no Sioux Falls Skyforce da G-League.
Ele jogou basquete universitário por LSU e jogou profissionalmente pelo Wisconsin Herd da G-League e pelo Milwaukee Bucks da NBA.

## Carreira no ensino médio
Smart frequentou a Scotlandville Magnet High School em Baton Rouge, Louisiana e levou a escola ao um título estadual como calouro, ganhando o MVP do torneio. Em seu segundo ano, ele teve médias de 22,4 pontos, 7,2 assistências e 6,9 rebotes. Em seu terceiro ano, Smart teve médias de 25,1 pontos, 8,7 rebotes, 6,4 assistências e 2,1 roubos de bola. Ele foi nomeado o Jogador Gatorate do Ano de Louisiana pela segunda temporada consecutiva e levou Scotlandville ao título estadual em 2017. Em sua última temporada, Smart teve médias de 32,9 pontos, 10,6 rebotes e 6,1 assistências e levou a equipe a um título estadual e foi novamente nomeado Jogador do Ano.
Smart foi considerado um recruta de cinco estrelas e ficou em 21º em sua classe de acordo com a 247Sports. Ele se comprometeu com LSU e rejeitou as ofertas de Kentucky e UCLA.

## Carreira universitária
Em 23 de fevereiro de 2019, Smart marcou 29 pontos e acertou dois lances livres com 0,6 segundos restantes em uma vitória por 82-80 contra o Tennessee. Ele perdeu um jogo durante sua temporada de calouro, depois que surgiu um relatório alegando que o treinador Will Wade o pagou durante seu recrutamento. Ele voltou para os Torneios da SEC e da NCAA depois que as autoridades não encontraram nenhuma irregularidade por parte de Smart. Como calouro, Smart teve médias de 11,1 pontos, 3,3 rebotes e 2,4 assistências. Após a temporada, ele se declarou para o draft da NBA de 2019, mas decidiu retornar à LSU.
Em seu segundo ano, Smart teve médias de 12,5 pontos, 4,2 assistências, 3,5 rebotes e 1,1 roubos de bola. Após a temporada, ele se declarou para o draft da NBA de 2020, mas manteve sua elegibilidade. Smart anunciou em 3 de agosto que estava se retirando do draft e retornando à LSU.
Em seu terceiro ano, Smart teve médias de 16 pontos, 3,7 rebotes, quatro assistências e 1,3 roubos de bola, sendo selecionado para a Segunda-Equipe da SEC. Ele se declarou para o draft da NBA de 2021 e contratou um agente.

## Carreira profissional
Depois de não ser selecionado no draft da NBA de 2021, Smart se juntou ao Miami Heat para a Summer League de 2021. Em 10 de setembro, ele assinou um contrato de 10 dias com o Heat. Ele foi dispensado antes do início da temporada e se juntou ao Sioux Falls Skyforce como jogador afiliado.
Em 30 de novembro de 2021, Smart assinou um contrato de mão dupla com o Milwaukee Bucks. Sob os termos do acordo, ele dividiu o tempo entre os Bucks e seu afiliado da G-League, o Wisconsin Herd. Em 13 de janeiro de 2022, ele foi dispensado pelos Bucks.
Em 16 de janeiro de 2022, o Sioux Falls Skyforce re-adquiriu Smart.
Em 15 de fevereiro de 2022, Smart assinou um contrato de mão dupla com o Miami Heat. No mesmo dia, ele marcou 40 pontos em uma vitória contra o Rio Grande Valley Vipers.

## Carreira na seleção
Smart representou os Estados Unidos em duas ocasiões. Em 2015, ele foi membro da equipe que venceu a medalha de ouro na Copa do Mundo Sub-16 e teve médias de 6,8 pontos, 4,2 rebotes, 1,4 assistências e 1,9 roubadas de bola. Em 2016, Smart ganhou a medalha de ouro na Copa do Mundo Sub-17 em Saragoça, Espanha. No torneio sub-17, Smart teve médias de 5,4 pontos, 3,4 assistências e 3 rebotes.

## Estatísticas da carreira

### NBA

#### Temporada regular
| Ano      | Equipe    | PJ | PT | MPJ  | AP   | 3P   | LL   | RT  | AS  | BR | TO | PPJ |
| -------- | --------- | -- | -- | ---- | ---- | ---- | ---- | --- | --- | -- | -- | --- |
| 2021–22  | Milwaukee | 13 | 1  | 12.3 | .256 | .222 | .833 | 1.5 | 1.1 | .3 | .2 | 2.4 |
| 2021–22  | Miami     | 4  | 0  | 10.0 | .471 | .444 | —    | 1.3 | .5  | .5 | .3 | 5.0 |
| Carreira | Carreira  | 17 | 1  | 11.1 | .363 | .333 | .833 | 1.4 | .8  | .4 | .2 | 3.7 |

### Universitário
| Ano      | Equipe   | PJ | PT | MPJ  | AP   | 3P   | LL   | RT  | AS  | BR  | TO | PPJ  |
| -------- | -------- | -- | -- | ---- | ---- | ---- | ---- | --- | --- | --- | -- | ---- |
| 2018–19  | LSU      | 34 | 18 | 29.9 | .368 | .311 | .839 | 3.3 | 2.4 | 1.3 | .1 | 11.1 |
| 2019–20  | LSU      | 31 | 30 | 34.2 | .415 | .326 | .814 | 3.5 | 4.2 | 1.1 | .2 | 12.5 |
| 2020–21  | LSU      | 28 | 28 | 35.6 | .460 | .402 | .857 | 3.7 | 4.0 | 1.3 | .1 | 16.0 |
| Carreira | Carreira | 93 | 76 | 33.2 | .414 | .346 | .836 | 3.5 | 3.5 | 1.2 | .1 | 13.2 |

Fonte:

## Vida pessoal
Smart é filho de Melinda Smart e Jerry Matthews. Ele tem uma irmã mais velha, Desiree, e um irmão mais novo, Davyion. Seu primo, Keith Smart, jogou na NBA e é o atual auxiliar técnico da Universidade do Arkansas.